# جيف ميشو
جيف ميشو (بالإنجليزية: Jeff Michaud)‏ (30 سبتمبر 1993 بويست بالم بيتش في الولايات المتحدة - ) هو لاعب كرة قدم أمريكي في مركز الوسط. لعب مع Tampa Bay Rowdies ‏ وWilmington Hammerheads FC ‏ وFloridians FC ‏.

## وصلات خارجية
- جيف ميشو على موقع قاعدة بيانات كرة القدم.إي يو (الإنجليزية)